# قارختلو
قارختلو، روستایی از توابع بخش مرکزی شهرستان ایجرود در استان زنجان ایران است. روستایی با اصالت که دلیر مردانی مانند حاج نوروز علی تیموری، سهراب اسماعیلی و...  دارد

## جمعیت
این روستا در دهستان ایجرود بالا قرار دارد و براساس سرشماری مرکز آمار ایران در سال ۱۳۸۵، جمعیت آن ۵۵۵ نفر (۱۳۶خانوار) بوده‌است.